# Diefenbach (Sternenfels)
Diefenbach ist ein Ortsteil der Gemeinde Sternenfels in Baden-Württemberg, der am 1. Januar 1974 eingemeindet wurde.

## Lage und Geografie

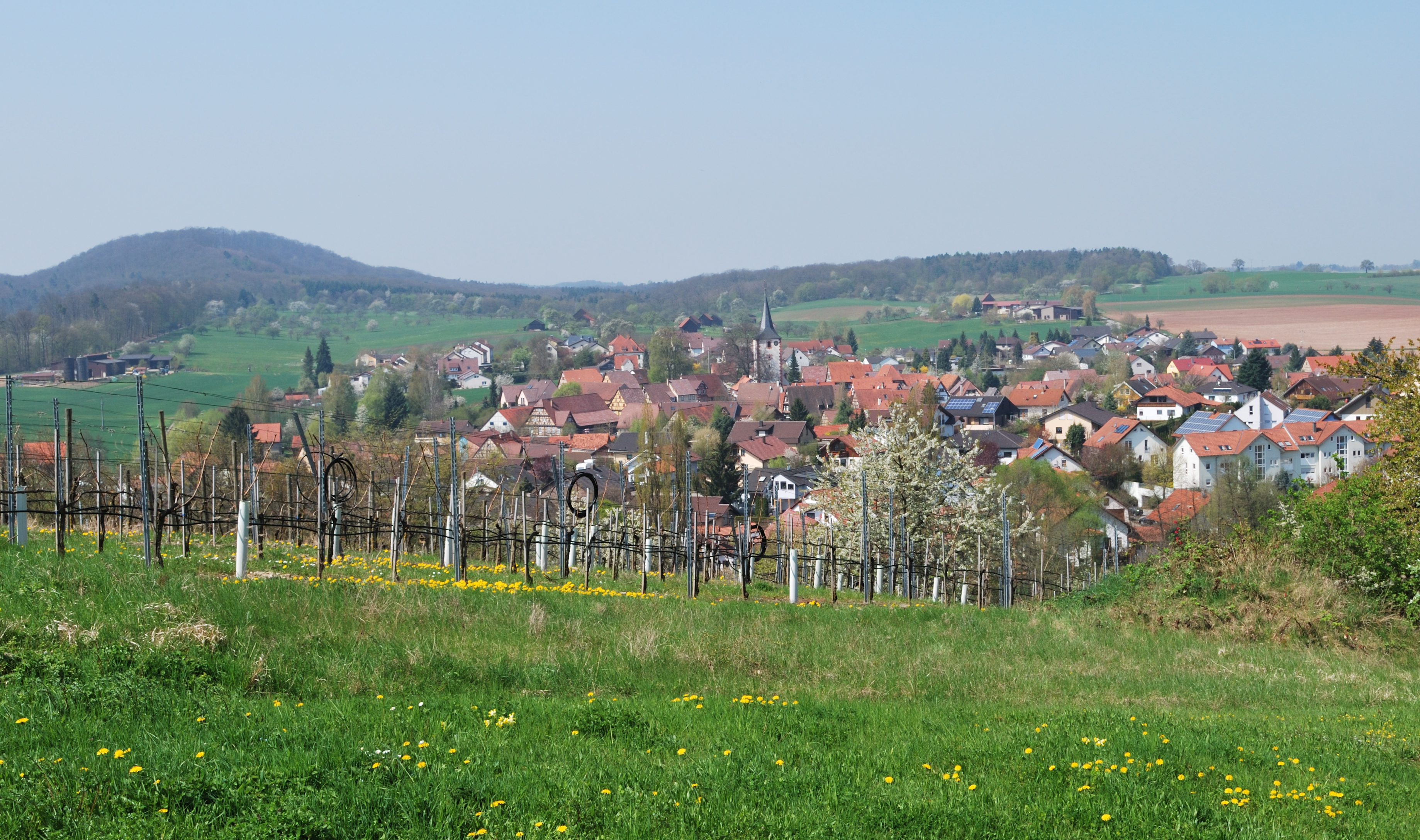
Blick auf Diefenbach von Osten

Das Haufendorf Diefenbach liegt auf dem Höhenzug Stromberg, circa drei Kilometer südlich von Sternenfels. Nach Pforzheim sind es 26 km, nach Karlsruhe 40 km und nach Stuttgart 50 km. 
Die Diefenbacher Gemarkung hat eine Größe von 1031 Hektar. Diese bildet den heutigen Sternenfelser Ortsteil. Hat die Ortslage eine Höhe von circa 285 m ü. NN, so erreicht die Gemarkung im Osten eine Höhe von circa 415 m ü. NN, im Süden an der Metter eine Höhe von circa 250 m ü. NN. Nordöstlich von Diefenbach liegt die Quelle der Metter. Sie fließt am östlichen Ortsrand von Diefenbach nach Süden und nimmt kurz unterhalb den durch das Dorf fließenden Gießbach auf. Durch Diefenbach verläuft in Nord-Süd-Richtung die L 1134, welche von Sternenfels nach Zaisersweiher führt. Die Landesstraße bindet nördlich des Dorfes die K 4516 nach Freudenstein an. Der nach diesem Ort benannte Freudensteintunnel verläuft eine Strecke im Westen der Diefenbacher Gemarkung. 
Im Osten der Diefenbacher Gemarkung liegen die zwei Naturschutzgebiete Füllmenbacher Hofberg und Diefenbacher Mettenberg. Außerdem liegt der Ortsteil komplett im Naturpark Stromberg-Heuchelberg.

## Geschichte

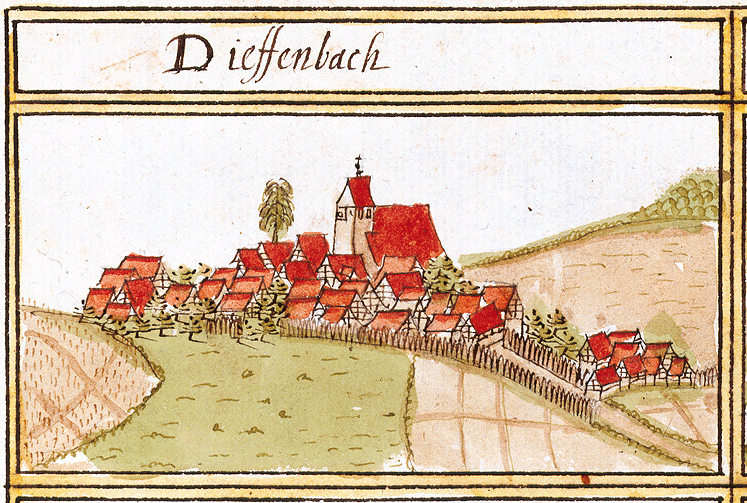
Diefenbach aus dem Forstlagerbuch des Andreas Kieser (1684)

Diefenbach wird erstmals im Jahr 1023 als Duiffenbach erwähnt. Zu Diefenbach gehörten die Gehöfte Burrainhof, Mettenbacher Mühle und der Füllmenbacher Hof. Die Ausbausiedlung des beginnenden Hochmittelalters fand wohl von Knittlingen aus statt. Mehrere Bischöfe hatten Grundstücke in Diefenbach. In Folge traten auch die Klöster Maulbronn und Herrenalb in Diefenbach auf. 1326 wird ein Burgstadel der Herren von Wössingen erwähnt. Eine Heiligkreuz-Kirche wird im Jahr 1420 erwähnt, als diese von einer Knittlinger Filialkirche zur Pfarrei erhoben wird. Eine evangelische Pfarrkirche wird 1621 durch den Baumeister Heinrich Schickhardt erbaut. Ab 1807 gehörte der Ort zum Oberamt Maulbronn, ab 1938 zum Landkreis Vaihingen, welcher wiederum 1973 im Enzkreis aufging. Am 1. Januar 1974 schlossen sich Sternenfels und Diefenbach zu einer Gemeinde zusammen.

## Wappen
Bis zur Aufgabe der Selbstständigkeit 1974 führt die Gemeinde Diefenbach ein eigenes Wappen. Die Blasonierung lautet: In Rot über einer erniedrigten silbernen (weißen) Wellenleiste eine pfahlweis gestellte silberne (weiße) Weinberghape mit goldenem (gelben) Griff.

## Bauwerke

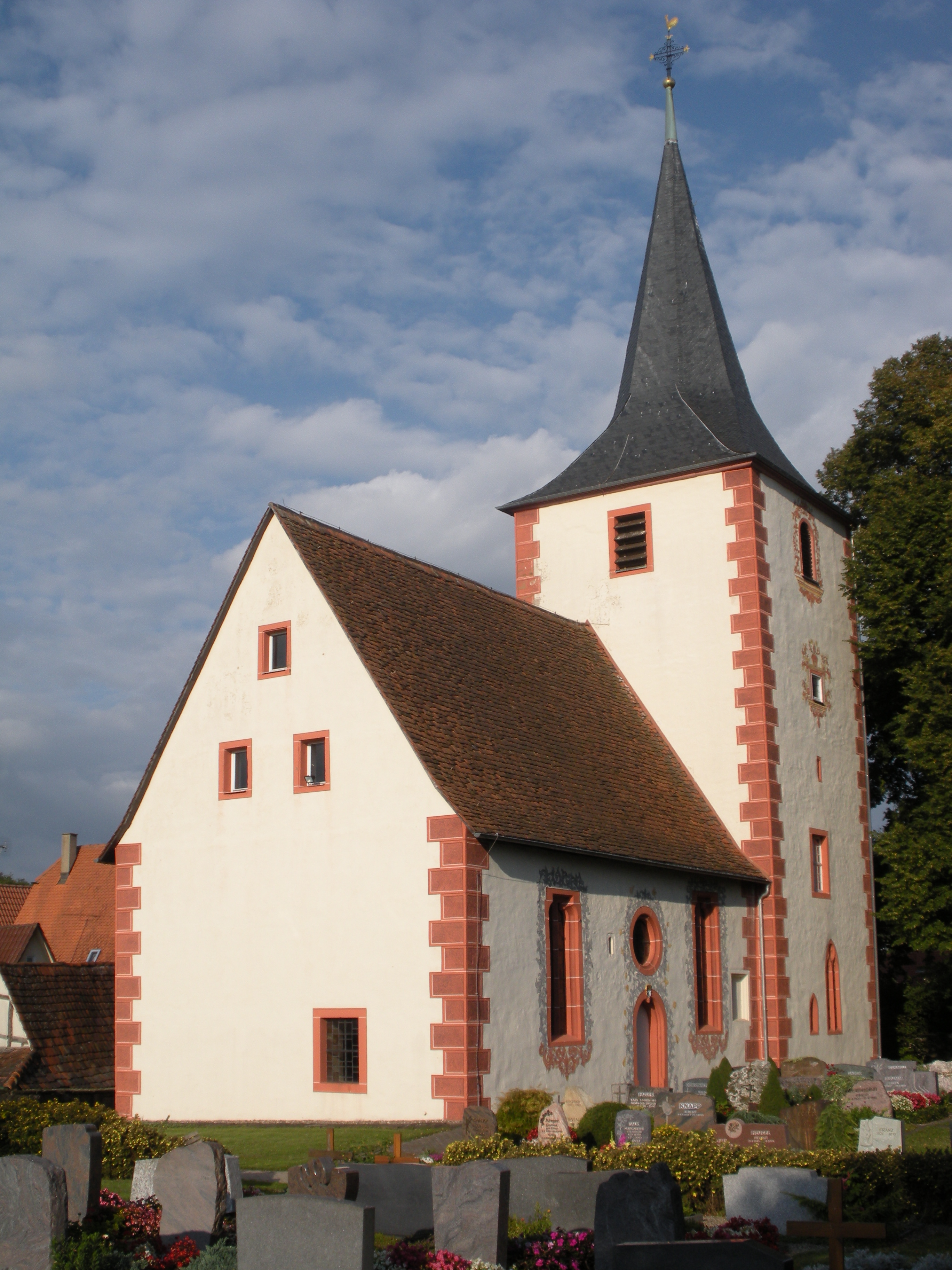
Evangelische Dorfkirche

Die evangelische Heilig-Kreuz-Kirche gehörte dem Kloster Maulbronn, war Filiale von Knittlingen und wurde 1420 zur eigenen Pfarrei erhoben. Der Chorturm mit Kreuzrippengewölbe, Spitzbogen-Südfenster und Sakramentshäuschen ist frühgotisch auf romanischen Grundmauern. Die heutige Kirche wurde 1621 auf Anordnung des württembergischen Herzogs Johann Friedrich und des Klosters nach Plänen von Baumeister Heinrich Schickhardt nach Norden und Westen erweitert und durch Einbau einer großen Westempore als Querkirche mit einfachem Hängewerk-Dachstuhl praktisch neu erbaut, nur der Turm und die Südwand blieben bestehen. Das Gestühl wurde auf die Kanzel an der neuen Nordwand ausgerichtet und die Kirche im Renaissance-Stil innen wie außen mit entsprechendem Rollwerk um Fenster und Türen und am Turm, sieben erhaltenen Wandgemälden von ursprünglich zwölf Aposteln sowie einer kunstvoll bearbeiteten Steinsäule als Mittelstütze der Westempore gestaltet. Um weitere Sitzplätze zu schaffen, wurde 1771 eine neue Kanzel im bäuerlichen Barockstil auf die Südwand gesetzt, die nun freie Nordwand und der Chor mit Emporen sowie der Chor mit Parterre-Gestühl und nach Entfernen des gotischen Gewölbes mit einer Orgelempore ausgestattet, wodurch der Querkirchen-Charakter noch deutlicher zum Ausdruck kam. Die Renovierung 1968 unter Architekt Walter Schink aus Stuttgart machte diese Einbauten rückgängig und versetzte die Kanzel an ihren heutigen Platz am Chorbogen und die Orgel auf dessen andere Seite. 1934 schuf der Künstler Adolf Hess (1893–1953) aus Bietigheim-Bissingen mit der Glasmalerwerkstatt Saile in Stuttgart zwei farbige Fenster ("Auferstehung" im Ostfenster des Turm, "Geburt Christi" ursprünglich im Westfenster, seit der Renovierung 1968 im Chor-Südfenster).

## Persönlichkeiten
- August Schmidt (1840–1929): der Geophysiker und Meteorologe wurde 1840 im Ort als Sohn eines Lehrers geboren und arbeitete nach seinem Studium unter anderem in Stuttgart, Straßburg und Paris.
- Walther Specht (1938–2021): Honorarprofessor für Erziehungswissenschaften an der Universität Tübingen